# Zimreddi von Lachisch
Zimreddi (auch Zimridda; mein Beschützer ist Hadad (Westsemitisch)) war der Bürgermeister von Lachisch (etwa 44 km südwestlich von Jerusalem) in der Amarna-Zeit um 1350 v. Chr. Er ist aus verschiedenen Amarna-Briefen bekannt. Bei den sogenannten Amarna-Briefen handelt es sich um die internationale Korrespondenz der Herrscher im Nahen Osten, die an den ägyptischen Königshof gerichtet war. Die Briefe sind auf Tontafeln in Keilschrift auf Akkadisch verfasst. Akkadisch war die internationale Sprache dieser Zeit. Die Briefe fanden sich durch Zufall am Ende des 19. Jahrhunderts in Amarna, das zur fraglichen Zeit die Hauptstadt Ägyptens war, und erhielten wegen des Fundortes ihren Namen. In den Briefen stellt sich die Levante als von Kleinfehden zerrissene Region dar. Die verschiedenen Stadtfürsten bitten den ägyptischen König um Beistand. Da die Briefe nicht datiert sind, bereitet es Schwierigkeiten, die Ereignisse in eine stimmige Abfolge zu bringen.
Zimreddi von Lachish war der Schreiber eines einzigen Briefes an den ägyptischen König. Der Brief EA 329 (moderne Nummerierung, EA steht für El-Amarna) ist kurz und beginnt mit der Anrede an den ägyptischen Herrscher, in der sich Zimreddi ausgesprochen unterwürfig zeigt: dein Diener, der Schmutz an Deinen Füßen. Zimreddi war offensichtlich ein Vasall, ebenbürtige Herrscher bezeichneten sich gegenseitig als Bruder. Weiterhin bestätigt der Brief die Ankunft eines Boten des nicht mit Namen genannten ägyptischen Königs. Der Bote kam eventuell aus Gaza. Zimreddi habe auf dessen Anweisungen gehört und Anweisungen gegeben sie auszuführen. Über die Art der Anweisungen erfährt man nichts.
Zimreddi wird noch in zwei anderen Briefen genannt. In Brief EA 333 berichtet der ägyptische Beamte Paapu, dass Zimreddi zusammen mit Schipti-balu illoyal gewesen sei. Schipti-balu war auch Bürgermeister von Lachisch. Das Verhältnis beider zueinander ist unsicher. Brief EA 288 stammt von dem Statthalter von Byblos, Rib-Addi. Er berichtet, dass Zimreddi durch die Apiru umgekommen sei. Die Apiru erscheinen in den Amarna-Briefen als Banden, die plündernd durch die Levante zogen. Sie werden in der Forschung oft mit den Hebräern gleichgesetzt.